# Ringwould
Ringwould est un village du Kent, en Angleterre.